# きくちゆうき
きくち ゆうき（1986年 - ）は、日本の漫画家、イラストレーター。

## 略歴
1986年、東京都生まれ。
東京都立工芸高等学校定時制インテリア科卒業。
2019年12月12日から自身のツイッター上にて4コマ漫画『100日後に死ぬワニ』を連載。多くのメディアが取り上げるほどの反響を呼び、最終回を投稿した2020年3月20日にフォロワー数は230万人を超えた。その後フォロワーは急減し2020年4〜5月の2ヶ月間のみで約50万人の減少を記録。2022年8月28日には100万人を下回り、2024年4月21日時点では約89万人となっている。
2020年『100日後に死ぬワニ』が＃Twitterトレンド大賞2020年「Twitterトレンド大賞 最多リツイート賞&最多いいね賞」を受賞。

## 作品
- カエル - 2008年8月に文芸社ビジュアルアートから発売（ISBN 978-4862647658）。
- どうぶつーズの漫画 - 2015年3月から幻冬舎plusで連載中。
- SUPERどうぶつーズ - 2016年9月からリイド社のウェブコミック配信サイト、リイドカフェで連載中。
- 100日後に死ぬワニ - 2019年12月12日から2020年3月20日までツイッター上で連載。